# Condado de Williamson (Tennessee)
El condado de Williamson (en inglés: Williamson County, Tennessee), fundado en 1799, es uno de los 95 condados del estado estadounidense de Tennessee. En el año 2000 tenía una población de 126.638 habitantes con una densidad poblacional de 31 personas por km². La sede del condado es Franklin.

## Geografía
Según la Oficina del Censo, el condado tiene un área total de 1513 km² (584,2 mi²), de la cual 1510 km² (583 mi²) es tierra y 3 km² (1,2 mi²) es agua.

### Condados adyacentes
- Condado de Davidson norte
- Condado de Rutherford este
- Condado de Marshall sureste
- Condado de Maury sur
- Condado de Hickman suroeste
- Condado de Dickson noroeste
- Condado de Cheatham noroeste

## Demografía
En el 2008 la renta per cápita promedia del condado era de $88,316, y el ingreso promedio para una familia era de $101,444. El ingreso per cápita para el condado era de $42,786. Alrededor del 4.70% de la población estaba bajo el umbral de pobreza nacional.

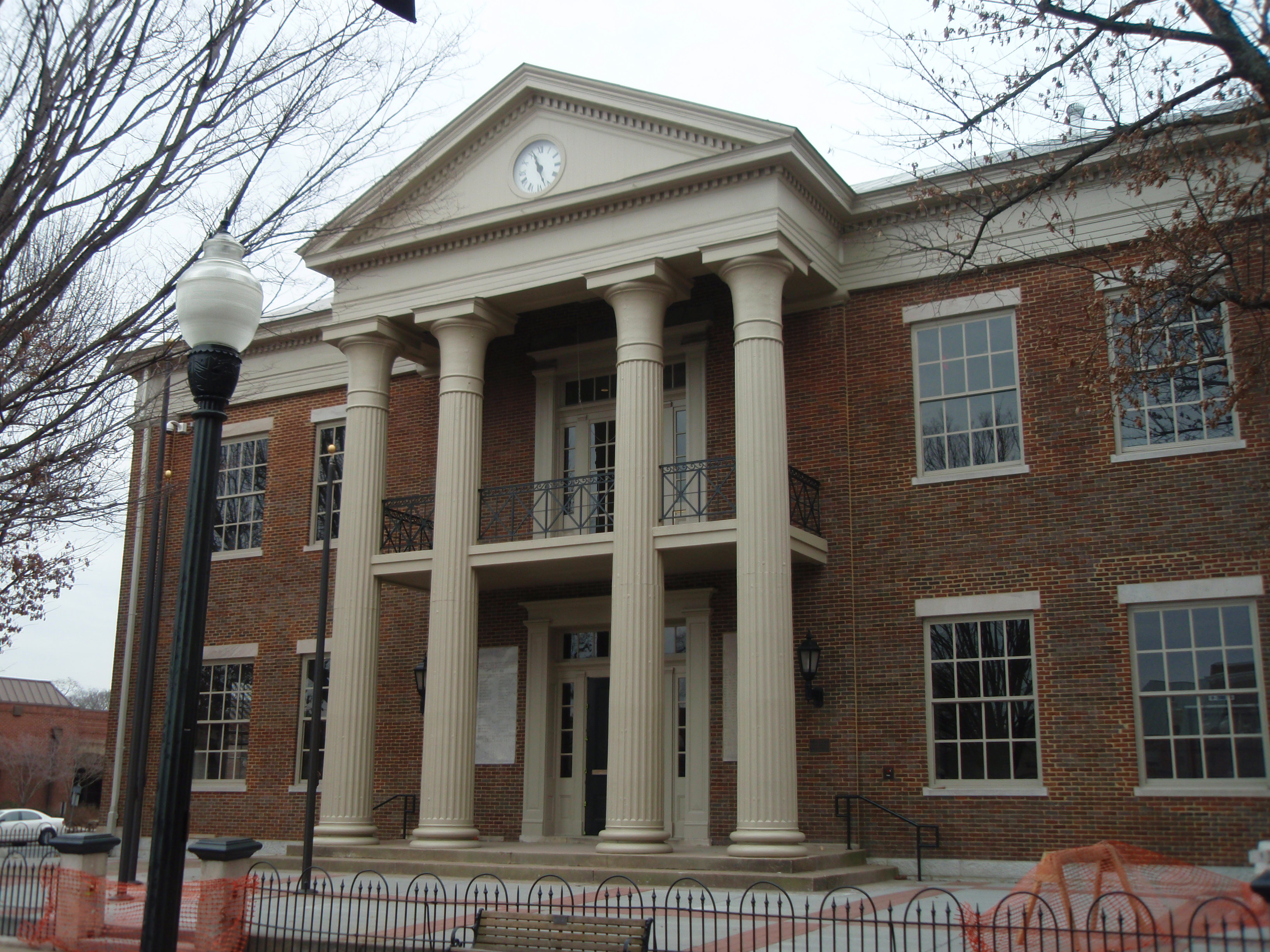
Corte del Condado de Williamson

## Lugares

### Ciudades y pueblos
- Brentwood
- Fairview
- Franklin
- Nolensville
- Spring Hill
- Thompson's Station

### Comunidades no incorporadas
- Arrington
- Berry's Chapel
- Bethesda
- Bethlehem
- Boston
- Burwood
- College Grove
- Clovercroft
- Cool Springs
- Fernvale
- Grassland
- Leiper's Fork
- Peytonsville
- Primm Springs
- Rudderville
- Southall
- Triune

## Conservadurismo
En 2010, Williamson fue considerado como el condado más conservador de todo Estados Unidos, seguido de los de Forsyth (Georgia), Montgomery (Texas) y Shelby (Alabama).Para medir este "índice", se consideran factores tales como votaciones en las últimas dos elecciones presidenciales, porcentaje de gente casada, religiosidad, leyes estatales y disposiciones municipales sobre el derecho a portar armas e incidencia de los impuestos.